# Vellozia caput-ardeae
Vellozia caput-ardeae är en enhjärtbladig växtart som beskrevs av Lyman Bradford Smith och Edward Solomon Ayensu. Vellozia caput-ardeae ingår i släktet Vellozia och familjen Velloziaceae. Inga underarter finns listade.